# Olympische Sommerspiele 2024/Radsport – Keirin (Frauen)
Der Keirin der Frauen bei den Olympischen Spielen 2024 in Paris wurde am 7. und 8. August im Vélodrome National ausgetragen.

## Ablauf
Am 7. August fanden die Erste Runde und die Hoffnungsläufe statt:
- In den fünf Läufen der Ersten Runde qualifizierten sich je zwei Fahrerinnen direkt fürs Viertelfinale. Die unterlegenen Fahrerinnen kamen in die Hoffnungsläufe. Die Setzliste der Ersten Runde richtete sich nach der Keirin-Weltrangliste.
- In den vier Hoffnungsläufen qualifizierten sich wiederum je zwei Fahrerinnen fürs Viertelfinale.

Am 8. August fanden Viertel- und Halbfinale sowie die Finalläufe statt.
- Das Viertelfinale bestand aus drei Läufen mit je sechs Fahrerinnen, von denen jeweils vier ins Halbfinale kamen.
- Das Halbfinale bestand aus zwei Läufen mit je sechs Fahrerinnen. Die ersten drei Fahrerinnen kamen jeweils ins A-Finale, die übrigen ins B-Finale.
- Die Finalläufe bestanden aus dem B-Finale um die Plätze 7–12 und dem A-Finale um die Plätze 1–6.

## Rennverlauf
Die Qualifikation für diesen Wettbewerb richtete sich nach einer Nationen-Rangliste, in die die Ergebnisse der Bahnradsport-Weltmeisterschaften 2023, des UCI Track Cycling Nations’ Cups 2023 und 2024 sowie der kontinentalen Meisterschaften 2023 und 2024 eingingen. Ägypten zog seine ursprünglich nominierte Fahrerin Shahd Mohamed zurück, an ihrer Stelle rückte Ese Ukpeseraye aus Nigeria in den Wettbewerb auf, die dafür technische Unterstützung durch den Bund Deutscher Radfahrer erhielt.
Mit Ellesse Andrews stand die amtierende Weltmeisterin am Start, auch Nicky Degrendele, Emma Hinze und Lea Sophie Friedrich hatten diesen Titel in der Vergangenheit gewonnen. Die Olympiasiegerin von 2021, Shanne Braspennincx, hatte ihre Karriere beendet, in Person von Ellese Andrews und Lauriane Genest waren die übrigen Medaillengewinner zugegen. Überraschend war das Ausscheiden der Vize-Weltmeisterin Martha Bayona bereits in den Hoffnungsläufen. Im letzten der Hoffnungsläufe vergaß die Jury zum wiederholten Male während des olympischen Turniers, die Glocke für die letzte Runde zu läuten. Das Ergebnis des Laufs hatte dennoch Bestand.
Im Halbfinale kam Friedrich bei einem Überholversuch in Kontakt mit Steffie van der Peet, verlor alle Geschwindigkeit und beendete den Lauf als letzte. Hinze qualifizierte sich vor Degrendele als Dritte ihres Halbfinals und kam im Finale auf den fünften Platz. Olympiasiegerin wurde Andrews vor Hetty van de Wouw und der Sprint-Weltmeisterin Emma Finucane.

## Ergebnisse

### Erste Runde

#### Lauf A
| Rang | Name            | Nation         | Defizit   | Anm. |
| ---- | --------------- | -------------- | --------- | ---- |
| 1    | Ellesse Andrews | Neuseeland     |           | Q    |
| 2    | Mathilde Gros   | Frankreich     | + 0,014 s | Q    |
| 3    | Katy Marchant   | Großbritannien | + 0,021 s |      |
| 4    | Daniela Gaxiola | Mexiko         | + 0,075 s |      |
| 5    | Urszula Łoś     | Polen          | + 0,261 s |      |
| 6    | Ese Ukpeseraye  | Nigeria        | + 2,129 s |      |

#### Lauf B
| Rang | Name              | Nation      | Defizit   | Anm. |
| ---- | ----------------- | ----------- | --------- | ---- |
| 1    | Hetty van de Wouw | Niederlande |           | Q    |
| 2    | Yuan Liying       | China       | + 0,108 s | Q    |
| 3    | Miriam Vece       | Italien     | + 0,236 s |      |
| 4    | Lauriane Genest   | Kanada      | + 0,236 s |      |
| 5    | Riyu Ohta         | Japan       | + 0,381 s |      |
| 6    | Yuli Verdugo      | Mexiko      | + 0,381 s |      |

#### Lauf C
| Rang | Name             | Nation      | Defizit   | Anm. |
| ---- | ---------------- | ----------- | --------- | ---- |
| 1    | Emma Hinze       | Deutschland |           | Q    |
| 2    | Guo Yufang       | China       | + 0,087 s | Q    |
| 3    | Marlena Karwacka | Polen       | + 0,087 s |      |
| 4    | Kristina Clonan  | Australien  | + 0,160 s |      |
| 5    | Julie Nicolaes   | Belgien     | + 0,204 s |      |
| 6    | Martha Bayona    | Kolumbien   | + 0,266 s |      |

#### Lauf D
| Rang | Name                 | Nation      | Defizit   | Anm. |
| ---- | -------------------- | ----------- | --------- | ---- |
| 1    | Nicky Degrendele     | Belgien     |           | Q    |
| 2    | Mina Satō            | Japan       | + 0,005 s | Q    |
| 3    | Steffie van der Peet | Niederlande | + 0,108 s |      |
| 4    | Kelsey Mitchell      | Kanada      | + 0,172 s |      |
| 5    | Rebecca Petch        | Neuseeland  | + 0,260 s |      |
| 6    | Chloe Moran          | Australien  | + 1,065 s |      |

#### Lauf E
| Rang | Name                         | Nation         | Defizit   | Anm. |
| ---- | ---------------------------- | -------------- | --------- | ---- |
| 1    | Emma Finucane                | Großbritannien |           | Q    |
| 2    | Lea Sophie Friedrich         | Deutschland    | + 0,032 s | Q    |
| 3    | Taky Marie-Divine Kouamé     | Frankreich     | + 0,631 s |      |
| 4    | Nurul Izzah Izzati Mohd Asri | Malaysia       | + 0,729 s |      |
| 5    | Stefany Cuadrado             | Kolumbien      | + 0,862 s |      |
| 6    | Sara Fiorin                  | Italien        | + 0,960 s |      |

### Hoffnungsläufe

#### Lauf A
| Rang | Name                         | Nation         | Defizit   | Anm. |
| ---- | ---------------------------- | -------------- | --------- | ---- |
| 1    | Kelsey Mitchell              | Kanada         |           | Q    |
| 2    | Katy Marchant                | Großbritannien | + 0,041 s | Q    |
| 3    | Nurul Izzah Izzati Mohd Asri | Malaysia       | + 0,088 s |      |
| 4    | Martha Bayona                | Kolumbien      | + 0,094 s |      |
| 5    | Yuli Verdugo                 | Mexiko         | + 0,186 s |      |

#### Lauf B
| Rang | Name             | Nation     | Defizit   | Anm. |
| ---- | ---------------- | ---------- | --------- | ---- |
| 1    | Kristina Clonan  | Australien |           | Q    |
| 2    | Daniela Gaxiola  | Mexiko     | + 0,124 s | Q    |
| 3    | Miriam Vece      | Italien    | + 0,180 s |      |
| 4    | Stefany Cuadrado | Kolumbien  | + 0,305 s |      |
| 5    | Urszula Łoś      | Polen      | + 0,971 s |      |

#### Lauf C
| Rang | Name             | Nation     | Defizit   | Anm. |
| ---- | ---------------- | ---------- | --------- | ---- |
| 1    | Lauriane Genest  | Kanada     |           | Q    |
| 2    | Rebecca Petch    | Neuseeland | + 0,042 s | Q    |
| 3    | Marlena Karwacka | Polen      | + 0,338 s |      |
| 4    | Chloe Moran      | Australien | + 0,367 s |      |
| 5    | Sara Fiorin      | Italien    | + 0,488 s |      |

#### Lauf D
| Rang | Name                     | Nation      | Defizit   | Anm. |
| ---- | ------------------------ | ----------- | --------- | ---- |
| 1    | Riyu Ohta                | Japan       |           | Q    |
| 2    | Steffie van der Peet     | Niederlande | + 0,028 s | Q    |
| 3    | Julie Nicolaes           | Belgien     | + 0,135 s |      |
| 4    | Ese Ukpeseraye           | Nigeria     | + 0,584 s |      |
| 5    | Taky Marie-Divine Kouamé | Frankreich  | + 0,589 s |      |

### Viertelfinale

#### Lauf A
| Rang | Name                 | Nation      | Defizit   | Anm. |
| ---- | -------------------- | ----------- | --------- | ---- |
| 1    | Lea Sophie Friedrich | Deutschland |           |      |
| 2    | Ellesse Andrews      | Neuseeland  | + 0,020 s | Q    |
| 3    | Nicky Degrendele     | Belgien     | + 0,070 s | Q    |
| 4    | Steffie van der Peet | Niederlande | + 0,127 s | Q    |
| 5    | Yuan Liying          | China       | + 0,142 s |      |
| 6    | Kristina Clonan      | Australien  | + 0,249 s |      |

#### Lauf B
| Rang | Name              | Nation         | Defizit   | Anm. |
| ---- | ----------------- | -------------- | --------- | ---- |
| 1    | Hetty van de Wouw | Niederlande    |           | Q    |
| 2    | Emma Finucane     | Großbritannien | + 0,020 s | Q    |
| 3    | Rebecca Petch     | Neuseeland     | + 0,105 s | Q    |
| 4    | Riyu Ohta         | Japan          | + 0,222 s | Q    |
| 5    | Guo Yufang        | China          | + 0,298 s |      |
| 6    | Kelsey Mitchell   | Kanada         | + 0,341 s |      |

#### Lauf C
| Rang | Name            | Nation         | Defizit   | Anm. |
| ---- | --------------- | -------------- | --------- | ---- |
| 1    | Mathilde Gros   | Frankreich     |           | Q    |
| 2    | Emma Hinze      | Deutschland    | + 0,007 s | Q    |
| 3    | Katy Marchant   | Großbritannien | + 0,063 s | Q    |
| 4    | Daniela Gaxiola | Mexiko         | + 0,138 s | Q    |
| 5    | Mina Satō       | Japan          | + 0,164 s |      |
| 6    | Lauriane Genest | Kanada         | + 0,271 s |      |

### Halbfinale

#### Lauf A
| Rang | Name                 | Nation         | Defizit   | Anm. |
| ---- | -------------------- | -------------- | --------- | ---- |
| 1    | Ellesse Andrews      | Neuseeland     |           | Q    |
| 2    | Daniela Gaxiola      | Mexiko         | + 0,104 s | Q    |
| 3    | Emma Finucane        | Großbritannien | + 0,157 s | Q    |
| 4    | Steffie van der Peet | Niederlande    | + 0,161 s |      |
| 5    | Rebecca Petch        | Neuseeland     | + 0,648 s |      |
| 6    | Lea Sophie Friedrich | Deutschland    | + 2,750 s |      |

#### Lauf B
| Rang | Name              | Nation         | Defizit   | Anm. |
| ---- | ----------------- | -------------- | --------- | ---- |
| 1    | Hetty van de Wouw | Niederlande    |           | Q    |
| 2    | Katy Marchant     | Großbritannien | + 0,056 s | Q    |
| 3    | Emma Hinze        | Deutschland    | + 0,101 s | Q    |
| 4    | Nicky Degrendele  | Belgien        | + 0,114 s |      |
| 5    | Mathilde Gros     | Frankreich     | + 0,301 s |      |
| 6    | Riyu Ohta         | Japan          | + 0,592 s |      |

### Finalläufe

#### A-Finale
| Rang | Name              | Nation         | Defizit   | Anm. |
| ---- | ----------------- | -------------- | --------- | ---- |
| 1    | Ellesse Andrews   | Neuseeland     |           |      |
| 2    | Hetty van de Wouw | Niederlande    | + 0,062 s |      |
| 3    | Emma Finucane     | Großbritannien | + 0,092 s |      |
| 4    | Katy Marchant     | Großbritannien | + 0,181 s |      |
| 5    | Emma Hinze        | Deutschland    | + 0,280 s |      |
| 6    | Daniela Gaxiola   | Mexiko         | + 0,457 s |      |

#### B-Finale
| Rang | Name                 | Nation      | Defizit   | Anm. |
| ---- | -------------------- | ----------- | --------- | ---- |
| 7    | Lea Sophie Friedrich | Deutschland |           |      |
| 8    | Mathilde Gros        | Frankreich  | + 0,087 s |      |
| 9    | Riyu Ohta            | Japan       | + 0,144 s |      |
| 10   | Steffie van der Peet | Niederlande | + 0,167 s |      |
| 11   | Nicky Degrendele     | Belgien     | + 0,202 s |      |
| 12   | Rebecca Petch        | Neuseeland  | + 0,712 s |      |

Der Rest des Gesamtklassements war wie folgt:
- 13. Platz: Yuan Liying, Guo Yufang, Mina Satō (Fünfte des Viertelfinals)
- 16. Platz: Kristina Clonan, Kelsey Mitchell, Lauriane Genest (Sechste des Viertelfinals)
- 19. Platz: Nurul Izzah Izzati Mohd Asri, Miriam Vece, Marlena Karwacka, Julie Nicolaes (Dritte des Hoffnungslaufs)
- 23. Platz: Martha Bayona, Stefany Cuadrado, Chloe Moran, Ese Ukpeseraye (Vierte des Hoffnungslaufs)
- 27. Platz: Yuli Verdugo, Urszula Łoś, Sara Fiorin, Taky Marie-Divine Kouamé (Fünfte des Hoffnungslaufs)